# Filip 5. af Frankrig
Filip 5. (fransk: Philippe V), kaldet Filip den Lange (fransk: Philippe le Long), (ca. 1292/1293 – 3. januar 1322) var konge af Frankrig og Navarra (som Filip 2.) fra 1316 til 1322.